# ティーラ・ブラウン
ティーラ・ブラウン（Teela Brown）はラリー・ニーヴンの小説『リングワールド』の登場人物のひとり。ティーラはピアスンのパペッティア人であるネサスが探し出した、リングワールド探検隊の4人目のメンバーである。パペッティア人によれば彼女の唯一の能力は幸運である、ということだという（後述を参照）。彼女は6世代にわたる出産権抽籤の結果生まれた人間で、探検での「幸運のお守り」とでもいうべき立場にいる。

『リングワールド』の作品中に描かれる数々のアイディアのうち、ティーラの幸運の遺伝子はありえそうもない、信じがたい要素のひとつといえる。物語によればパペッティア人は地球の出生管理局に干渉し、出産権抽籤の制度を始めさせることで彼らが超能力だと信じている「幸運」な人類を生みだそうとしていた。
ニーヴンは後にこのような超能力はノウンスペースの作品世界で問題になるということに気付いた。『リングワールド』の各続編で、彼女の幸運は単なる統計的な偶然の集積に過ぎないものだと説明している。第二作『リングワールドふたたび』の作品中でも、高度な知性を得ることとなったティーラ自身が、そのような幸運の能力など信じていない、と発言するくだりがある。
第四作の『リングワールドの子供たち』ではティーラに子供がいたことが判明する。この子供はフリンジ戦争の終結後もリングワールドに残ることになる。登場人物のひとりルイス・ウーはこの子供が受け継いだティーラの遺伝子－結果的にはティーラ自身は幸運ではなかったが－について、新しい見解を述べている。

## 批判
ティーラ・ブラウンの「幸運」の能力は、『リングワールド』で描かれた以外にはそれほど使われているわけではないが、しばしばデウス・エクス・マキナ、いわゆるご都合主義的だと批判されてきた。実際にルイス・ウーがネサスに、ティーラにとって幸運なこととは仲間にとっては危険になる場合もありうる、と明言する場面がある。
また「幸運」という概念自体、論理的な理由で批判されている。よく使われる論法としては、もし「幸運」が遺伝的形質であるならば、誰もその子孫の世話をする必要など無いはずである。そこで生存競争に最終的に残ったものがおのずと人類の優性形質となってしまうであろう、というものである。
作品中での幸運な人類を作り出す方法、すなわちたった1種類の競争（出産権抽籤のみ、しかも当選者が他のことでも運が良いという証拠はない）のみに六世代続いて勝った血統を選ぶ、というのもおかしな話であるという批判もある。
ニーヴンは回答として、「幸運の遺伝子」の力は各個体の能力というよりも血統全体に及ぶものとした。ある個体が死ぬようなことになっても、一人でも子孫が残せれば進化論の見地からその血統は幸運であるといえる、というものである。
この路線変更により前述のような批判は減ってきている。
一部のファンから次のような提案がなされている。
「幸運」についての話はパペッティア人の指導者がネサスに危険な探検をさせるための方便に過ぎないというものである（『リングワールド』や『ソフト・ウェポン』などの作品では、ネサスは非常に暗示にかかりやすい人物として描かれている）。ニーヴン自身はこのアイディアを認めていない。

## 補足
ニーヴンは短編『安全欠陥車』で、ニーヴン流のノウンスペースの終末として、幸運の遺伝子を持った人間が増えるといかに世界がつまらないものになるかを明らかにしている。それによれば、もはや面白い話を書くことはできなくなるので、いいストーリーには矛盾が必要ということである。